# 拉伊科·羅特曼
拉伊科·羅特曼（1989年3月19日—）是一位斯洛文尼亞足球運動員，在場上的位置是中場。他曾效力於土耳其足球超級聯賽球隊卡塞利。他也代表斯洛文尼亞國家足球隊參賽。